# Rubus fraxinifoliolus
Rubus fraxinifoliolus är en rosväxtart som beskrevs av Bunzo Hayata. Rubus fraxinifoliolus ingår i släktet rubusar, och familjen rosväxter. Inga underarter finns listade i Catalogue of Life.